# Irazunus penicillatus
Irazunus penicillatus är en mångfotingart som beskrevs av Loomis 1964. Irazunus penicillatus ingår i släktet Irazunus och familjen Fuhrmannodesmidae. Inga underarter finns listade i Catalogue of Life.